# Гамбургер, Михаил Рудольфович
Михаил Рудольфович Гамбургер (нем. Maik Hamburger — Майк Гамбургер; 12 февраля 1931, Шанхай, КНР — 16 января 2020, Берлин, ФРГ) — немецкий переводчик, публицист и драматург, знаток Шекспира.

## Биография
Михаил Рудольфович Гамбургер родился в семье немецкого архитектора Рудольфа Альбертовича Гамбургера и советской разведчицы Софьи Генриховны Гамбургер (опер. псевдоним — Соня, литер. псевдоним — Рут Вернер). Детство Гамбургера прошло в Китае, Чехословакии, Польше и Швейцарии, после окончательного поселения в Англии. Там получил образование в Оксфорде и изучал философию в Абердине. В 1951 году последовал за матерью, переехал в ГДР и изучал физику в Лейпциге. Познакомился с Адольфом Дрезеном, будущим известным немецким театральным режиссёром.
30-лет работал драматургом в Немецком театре в Берлине. Стал известен переводами пьес таких авторов, как Уильям Шекспир, Шон О’Кейси, Артур Миллер и Теннесси Уильямс. Как автор и редактор участвовал в публикациях по театроведению, включая англоязычную историю немецкого театра, которая была опубликована издательством Cambridge University Press в 2008 году под названием «История немецкого театра».
Гамбургер преподавал в качестве приглашённого лектора в Лейпцигской театральной академии, Берлинской драматической школе «Эрнст Буш» и в Берлинском университете искусств, а также проводил семинары в Санта-Барбаре, Стэнфорде, Монреале и других странах. Являлся членом ПЕН-центра Германии и долгое время занимал пост вице-президента Немецкого шекспировского общества. В 2007 году получил стипендию от Фонда Кальвера Германа Гессе.